# Grand Prix d’Isbergues 2017
Der 71. Grand Prix d’Isbergues 2017 war ein französisches Straßenradrennen mit Start und Ziel in Isbergues nach 203,6 km. Es fand am Sonntag, den 17. September 2017, statt. Zudem war es Teil der UCI Europe Tour 2017 und dort in der Kategorie 1.1 eingestuft.
Sieger wurde im Zweiersprint der Franzose Benoît Cosnefroy von AG2R La Mondiale vor seinem Landsmann Pierre Gouault von HP-BTP Auber 93.

## Teilnehmende Mannschaften
| WorldTeams (3)- FDJ - AG2R La Mondiale - Dimension Data Professional Continental Teams (8)- Cofidis, Solutions Crédits - Direct Énergie - Wanty-Groupe Gobert - Sport Vlaanderen-Baloise - Fortuneo-Oscaro - WB-Veranclassic-Aqua Protect - Delko Marseille Provence KTM - Roompot-Nederlandse Loterij Continental Teams (7)- Armée de terre - Euskadi Basque Country-Murias - Roubaix Lille Métropole - Coop - HP BTP-Auber 93 - Tarteletto-Isorex - Pauwels Sauzen-Vastgoedservice |
| |

## Strecke
Nach dem Start in Isbergues wurde zunächst eine große Schleife um Isbergues mit einigen Hügeln bestritten. Die letzten Kilometer werden um Rundkurs mit 11,5 km Länge. Der Rundkurs ist flach.

## Rennverlauf
Nach zehn gefahrenen Kilometern griffen fünf Fahrern, u. a. mit Benoît Cosnefroy (Frankreich/AG2R), Aln Riou (Frankreich/Fortuneo), Pierre Gouault (Frankreich/Auber 93) und Nicolas Baldo (Frankreich/Auber 93). Ihr Maximalvorsprung betrug fünf Minuten. 25 Kilometer vor dem Ziel hatten die Ausreißer zwei Minuten Vorsprung zum Feld und bei 10 Kilometer vor dem Ziel eine Minuten. Das Feld konnte die Lücke zu den Ausreißern nicht mehr schließen. Auf den letzten Metern konnten sich Cosnefroy und Gouault von den ehemaligen Fluchtbegleitern absetzen. Cosnefroy gewann den Sprint vor Gouault und damit dieses Rennen. Baldo und Riou kamen noch vor den heransprinteten Verfolger ins Ziel mit einigen Sekunden Rückstand.

## Rennergebnis
| #      | Fahrer           | Team                       | Zeit       |
| ------ | ---------------- | -------------------------- | ---------- |
| Sieger | Benoît Cosnefroy | AG2R La Mondiale           | 4h 48' 47" |
| 2.     | Pierre Gouault   | HP-BTP Auber 93            | gl. Zeit   |
| 3.     | Alan Riou        | Fortuneo-Oscaro            | +0' 07"    |
| 4.     | Nicolas Baldo    | HP-BTP Auber 93            | gl. Zeit   |
| 5.     | Rudy Barbier     | AG2R La Mondiale           | gl. Zeit   |
| 6.     | Mark Cavendish   | Team Dimension Data        | gl. Zeit   |
| 7.     | Nacer Bouhanni   | Cofidis, Solutions Crédits | gl. Zeit   |
| 8.     | Laurent Pichon   | Fortuneo-Oscaro            | gl. Zeit   |
| 9.     | Marc Sarreau     | FDJ                        | gl. Zeit   |
| 10.    | David Menut      | HP-BTP Auber 93            | gl. Zeit   |